# یونیورسیتی، شهرستان هیلزبرو، فلوریدا
یونیورسیتی، شهرستان هیلزبرو (به انگلیسی: University) یک منطقهٔ مسکونی در ایالات متحده آمریکا است که در شهرستان هیلزبرو، فلوریدا واقع شده‌است. یونیورسیتی، شهرستان هیلزبرو ۱۷٫۳ کیلومتر مربع مساحت و ۴۱٬۱۶۳ نفر جمعیت دارد و ۱۳٫۷۲ متر بالاتر از سطح دریا واقع شده‌است.